# Давыдково (Зубцовский район)
Давыдково — опустевшая деревня в Зубцовском районе Тверской области. Входит в состав Зубцовского сельского поселения.

## География
Находится в южной части Тверской области на расстоянии приблизительно 5 км на восток-северо-восток от районного центра города Зубцов.

## История
Деревня была отмечена еще на карте 1825 года. В 1859 году здесь (территория Зубцовского уезда Тверской губернии) было учтено 7 дворов, в 1941 — 17.

## Население
Численность населения: 74 человека (1859 год), 0 как в 2002 году, так и в 2010.